# Pieter Oyens

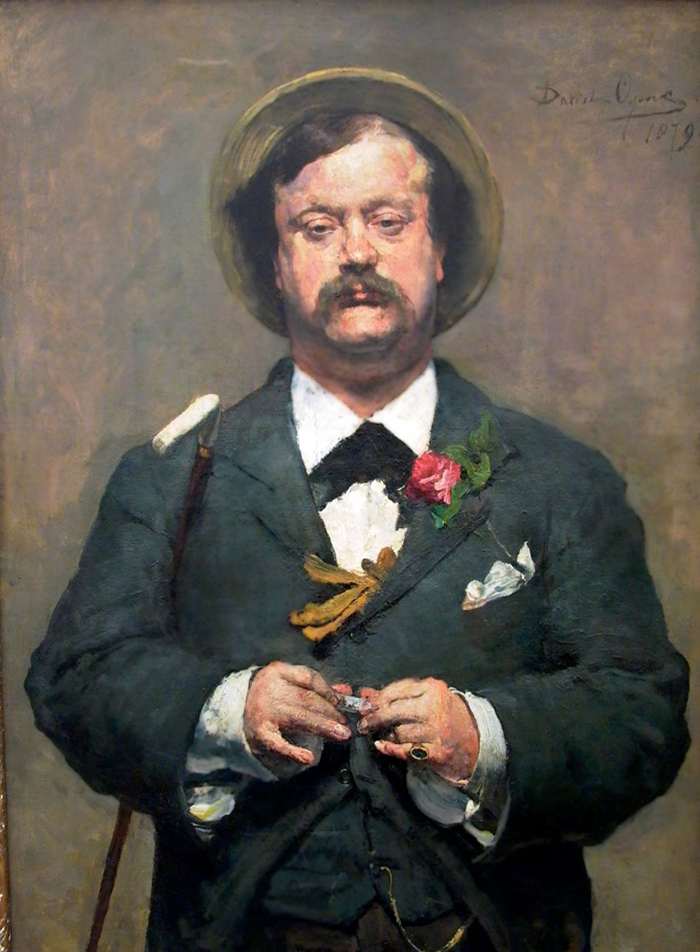
Pieter Oyens, gemalt von seinem Zwillingsbruder David Oyens (1879)

Pieter Oyens (* 29. Juli 1842 in Amsterdam; † 16. Februar 1894 in Brüssel) war ein niederländischer Maler. Er war ein Zwillingsbruder von David Oyens, der ebenso wie ein weiterer Bruder Joan Elias Oyens auch Maler war.
David und Pieter Oyens, wurden 1842 als zwei der zehn Kinder des Amsterdamer Bankiers Hendrik Gerard Oijens (1804–1886) und der Ursula Christina Magdalena Metzler (1805–1868) geboren. Nach dem Wunsch ihrer Mutter erhielten die Brüder ab dem achten Lebensjahr einen Zeichenunterricht beim Amsterdamer Maler Johannes Hendrik Veldhuijzen.
Anfang der 1860er Jahre gingen sie nach Brüssel, um Abendkurse an der Akademie der Künste zu besuchen. Zwei Jahre später lernten sie den Orientalisten Jean-François Portaels kennen, in dessen Atelier sie zahlreiche bekannte Künstler kennenlernten, darunter die Maler Edouard Agneessens und Isidore Verheyden sowie den Dichter Émile Verhaeren.
Die sehr ähnlichen Oyens-Brüder waren in Brüssel unzertrennlich. Sie teilten sich auch ihr Atelier in Sint-Joost-Ten-Node. Ab 1875 wurden sie als Porträt- und Genremaler bekannt. Sie waren auf zahlreichen Ausstellungen vertreten, zumeist gemeinsam, auch international. Sie stellten auch auf der Weltausstellung Paris 1889 aus, wo Pieter eine lobende Erwähnung erhielt.
David Oyens heiratete 1866 Betsy Voûte. Pieter selbst heiratete erst 1893 Auguste Krupp im Alter von 51 Jahren. Kurz darauf wurde er jedoch von einem Schlaganfall heimgesucht, an dem er 1894, einen Monat vor der Geburt seiner Tochter Magdalena Anne, starb. Der Tod von Pieter war ein schwerer Schlag für seinen Bruder David. Er begann weniger zu malen. Er und seine Frau ließen sich Ende der 1890er Jahre in Arnheim nieder. Er kehrte um die Jahrhundertwende nach Brüssel zurück, starb jedoch kurz darauf. Pieter und David wurden nebeneinander beigesetzt.

## Galerie

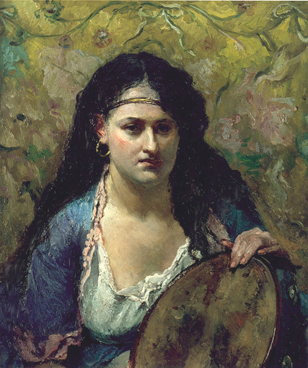
Zigeunermeisje met tamboerijn
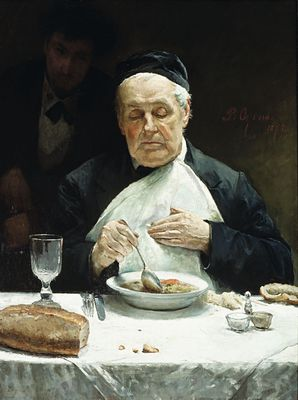
In de restauratie
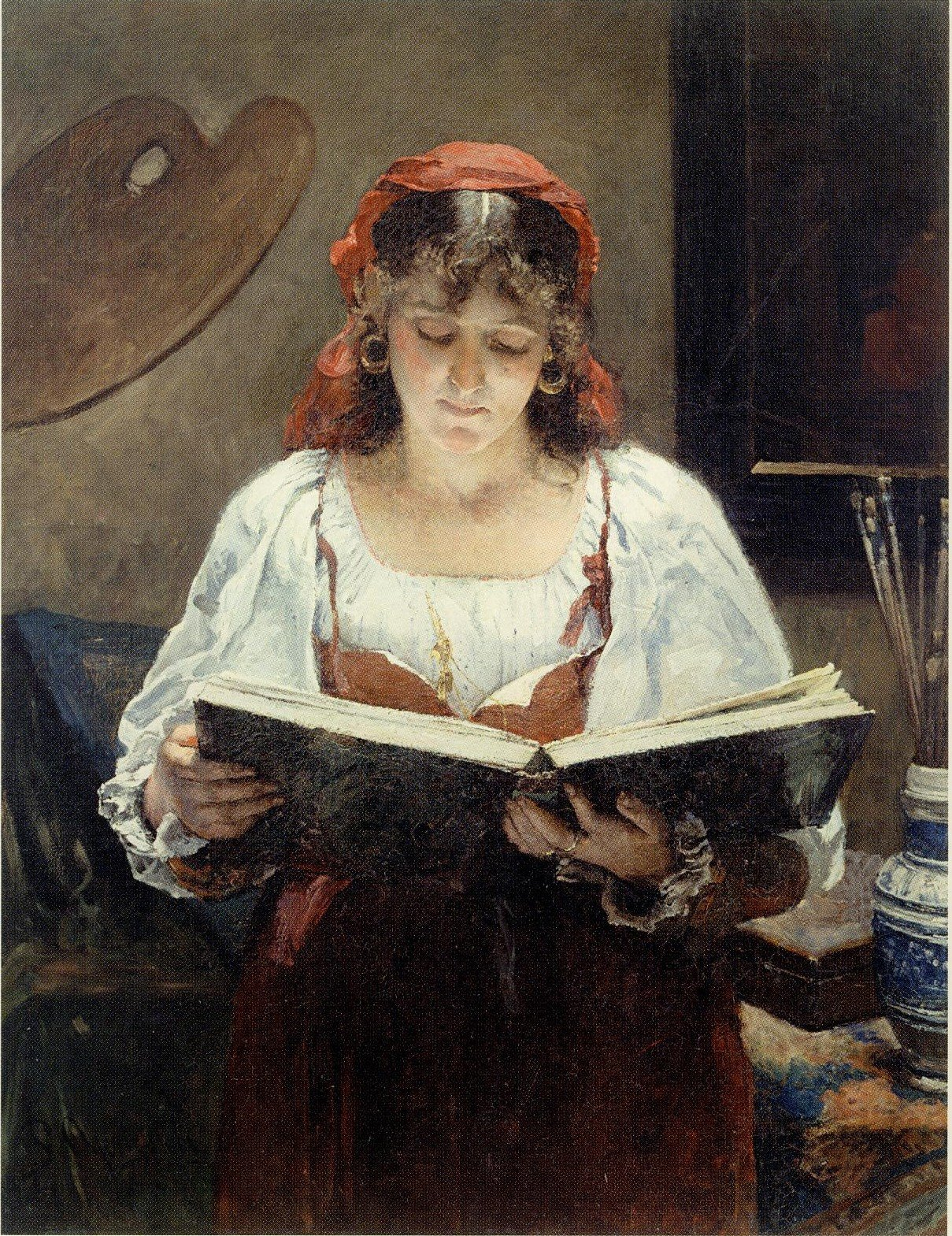
Kijken naar de tekeningen
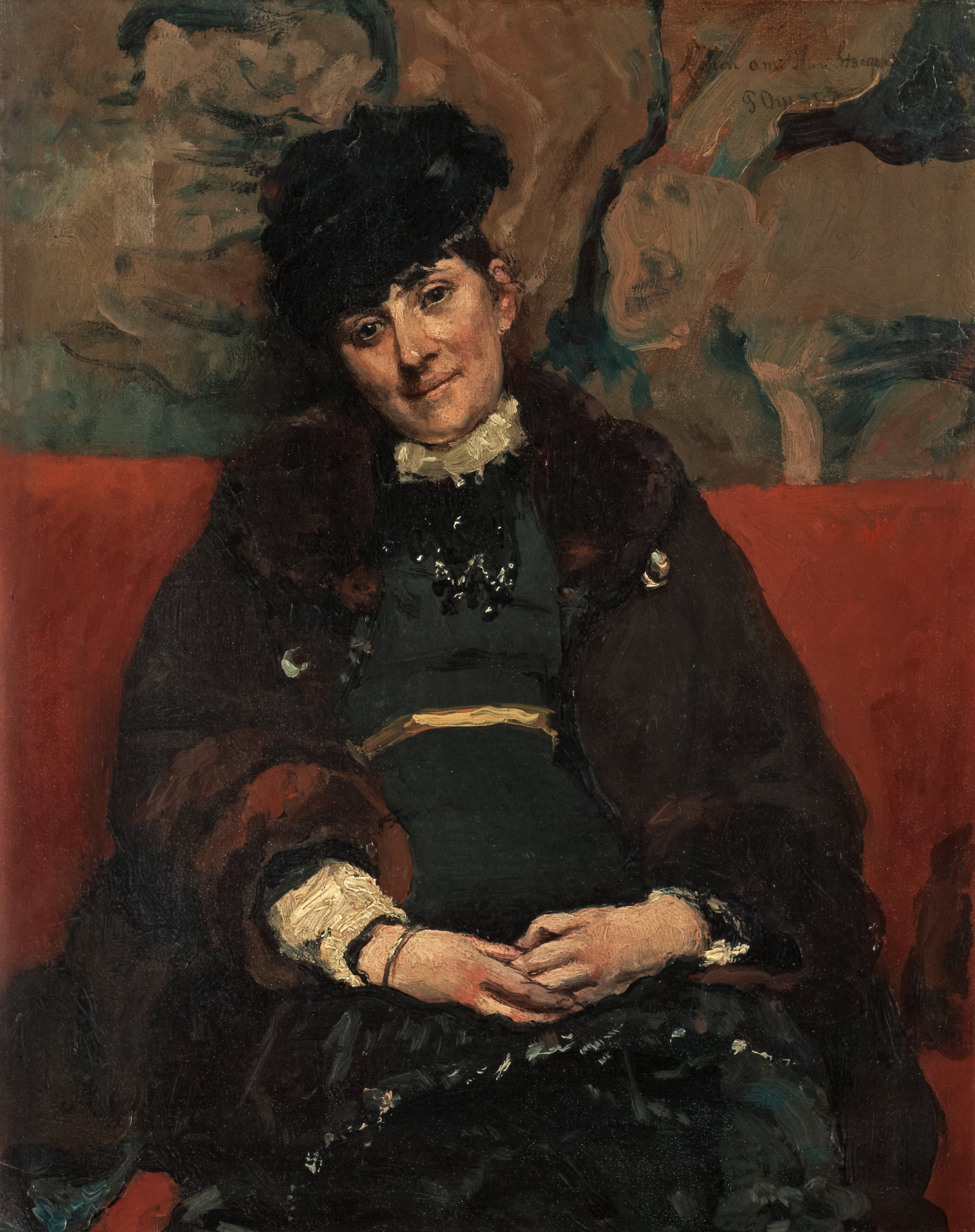
Meditation
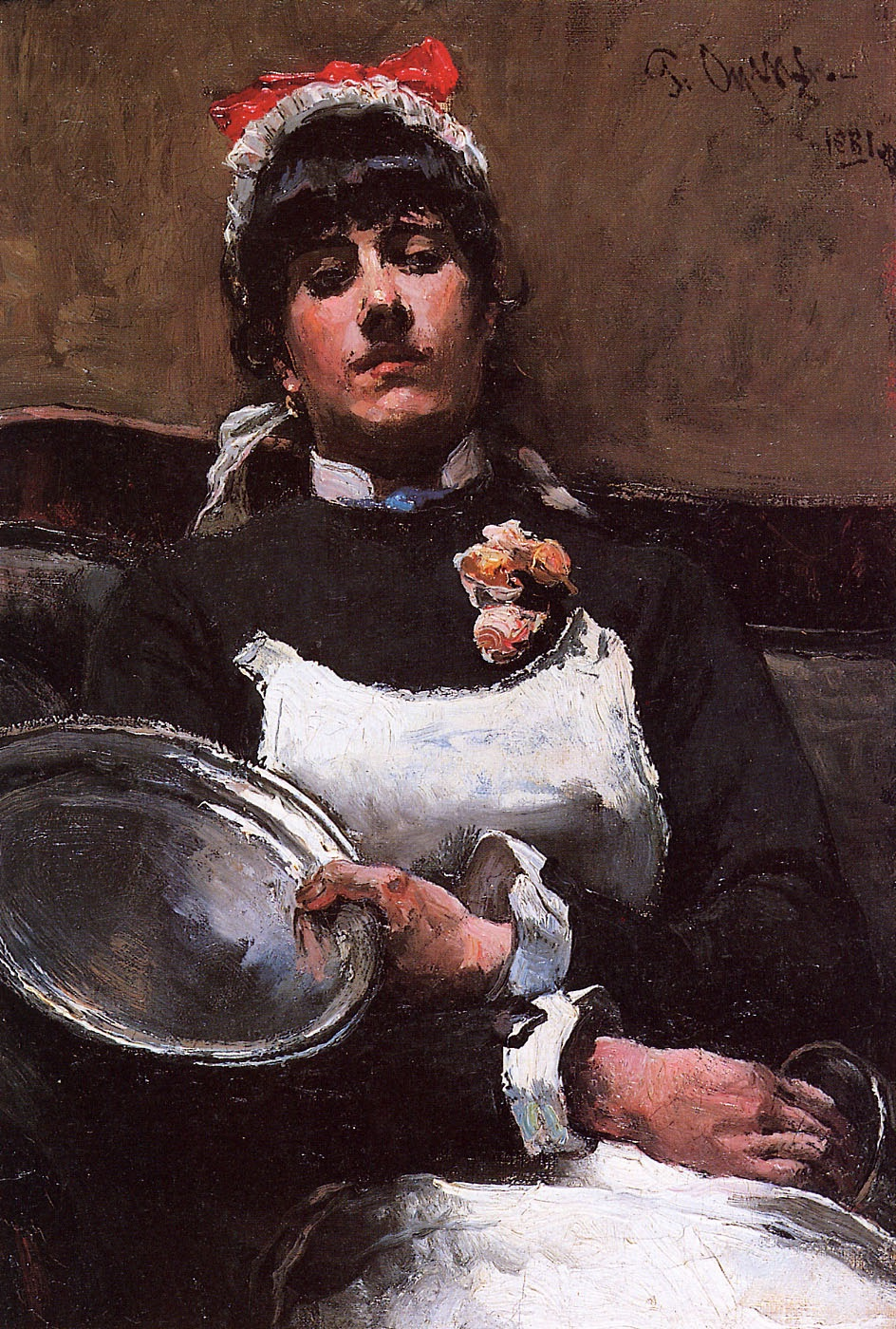
La servante
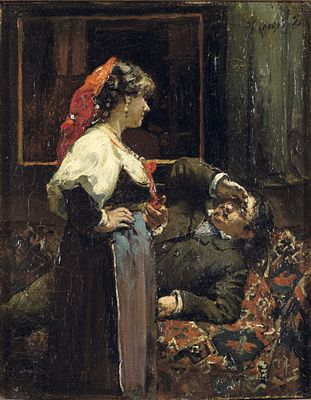
Het model wekt de schilder
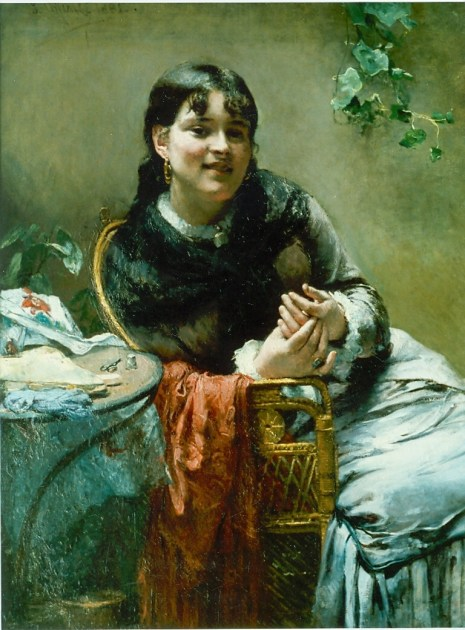
Zittend meisje met haar borduurwerk
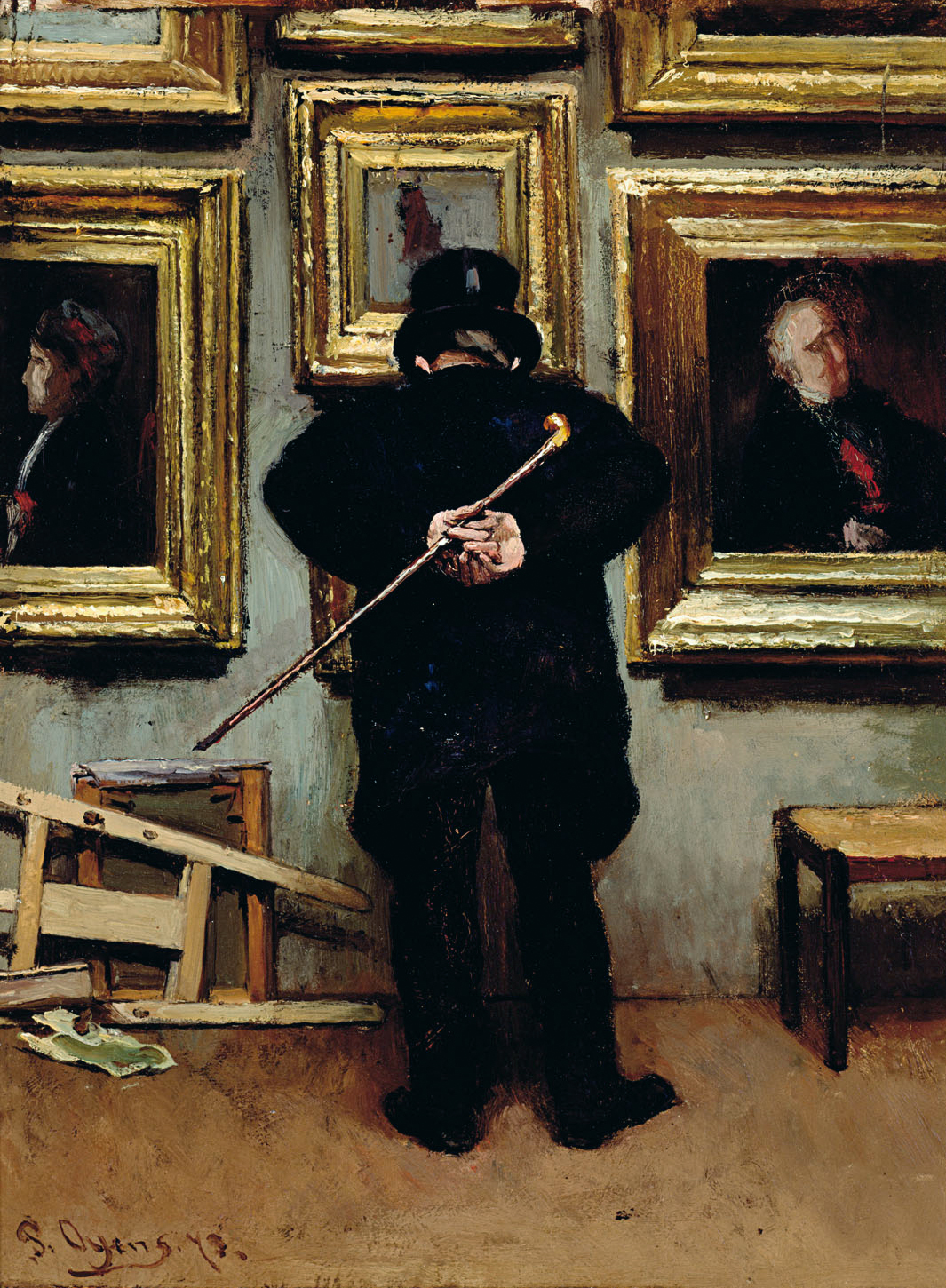
Een Amateur
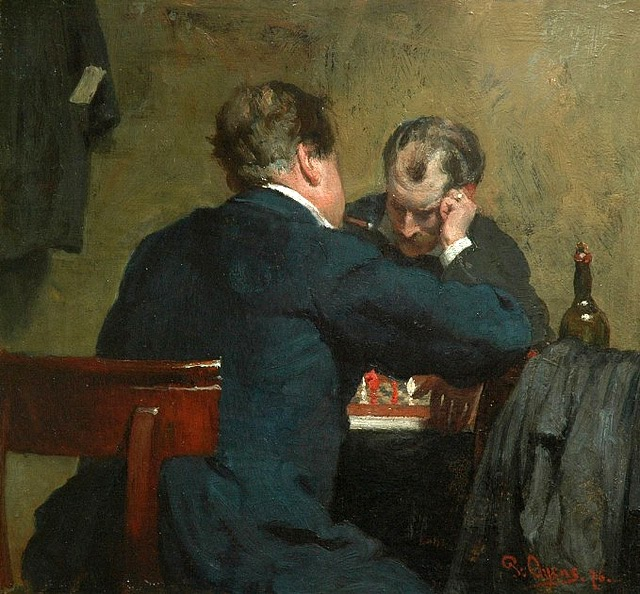
De schaakspelers
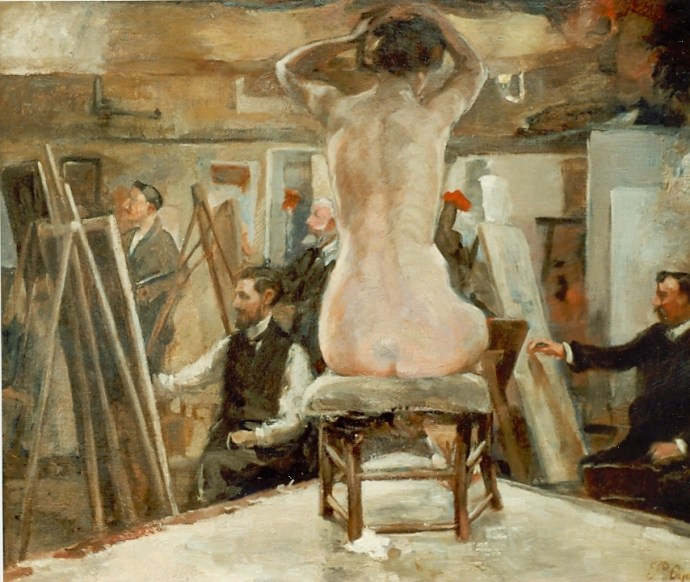
Het tekenen naar model